# Carlo Acton

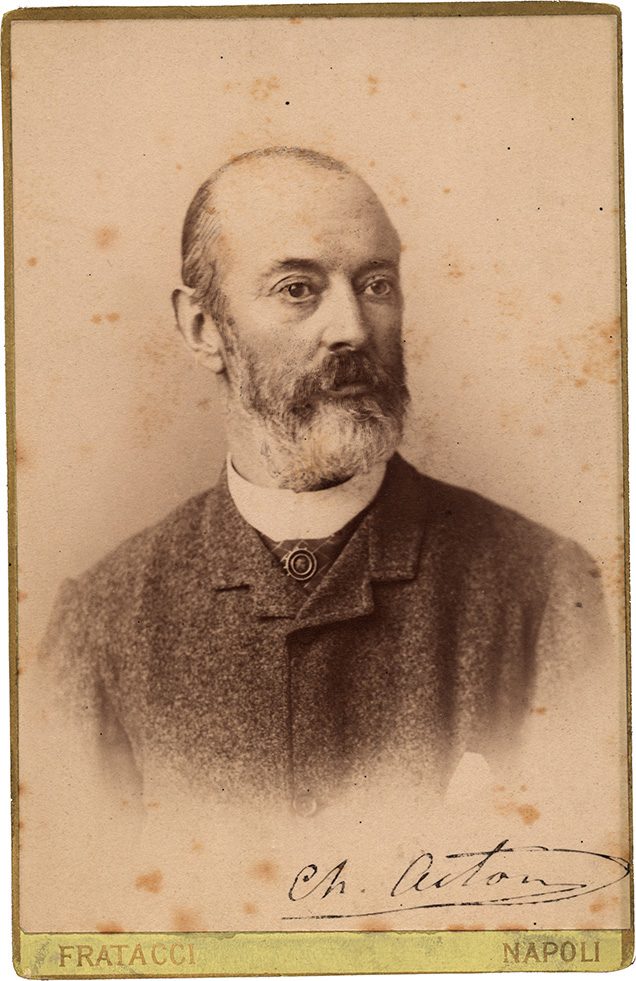
Carlo Acton

Carlo Eduardo Acton (auch: Charles Acton; * 25. August 1829 in Neapel; † 2. Februar 1909 in Portici) war ein Italienischer Komponist und Pianist.

## Leben
Carlo Actons Vater war Francis Charles Acton (1796–1865). Dieser war der jüngste Sohn von General Joseph Acton, dem jüngeren Bruder von  Sir John Acton, 6th Baronet. Seine Mutter Esther war die Tochter des irischen Malers Robert Fagan.  Carlo studierte in Neapel Klavier und Komposition. Er lebte zeit seines Lebens in Neapel und arbeitete dort als Klavierlehrer.

## Werke (Auswahl)

### Opern
- Una cena in convitto op. 431   [Ein Abendessen im Konvikt] Farce in einem Akt

### Kirchenmusik
- Le Sette Ultime Parole di Nostro Signore sulla croce, a tre voci ... con accompagnamento di Harmonium od Organo ... Op. 30 [Die sieben letzten Worte unseres Herrn am Kreuz, für drei Stimmen...mit Begleitung von Harmonium oder Orgel op. 30]. Teile des Werks wurden am 26. März 2017 in einer Orchesterfassung von der Associazione Culturale Musicale A. Barchetta unter Leitung von Antonio Barchetta in der Chiesa di Santa Maria degli Angeli in San Nicola la Strada aufgeführt.[4]
- Tantum ergo a tre voci con accompagnamemto di harmonium od organo op. 241
- Resurrexit  a coro religioso per voci femminili con accomp.to di pianoforte od harmonium op. 325
- Oratio S. Bernardi Memorare für gemischten Chor op. 358

### Kammermusik
- 1ér Souvenir de Verdi : Quartett für Klavier, Flöte, Violine et Violoncello über Macbeth op.1[5]
- Serenade für zwei Violinen und Gitarre[6]

### Werke für Mandoline
- Pauvre petit nid! Reverie Transkription für Mandoline mit Klavierbegleitung op.353[7]
- Sérénade für zwei Mandolinen mit Klavierbegleitung. Op. 395[8]
- Dors bébé. Berceuse für Mandoline mit Klavierbegleitung op. 396[9]
- La *Derniére rose d'été  Mélodie nocturne. op. 401[10]
- Les derniers sons de la harpe. [Die letzten Klänge der Harfe] pensée mélodique [melodische Gedanken] für Mandoline mit Klavierbegleitung op. 403[11]

### Klaviermusik
Seine leichte, brillante Klaviermusik, die er in großer Zahl verfertigte, traf den Geschmack der Zeit und war in adligen und bürgerlichen Salons sehr beliebt.
- Deaux morceaux de Salon für Klavier[12]
- Je t'aime- Chanson für Klavier. op. 159[13]
- A toi mon Coeur. Rêverie.[Träumerei] op. 248
- Ventre à terre. [In rasendem Galopp] Galopp brillant für Klavier zu vier Händen op. 368

### Werke für Gesang und Klavier
- Lo nammorato pacienziuso, Canzone Napoletana , Almerinda Milon née Scarpelli gewidmet, Stabilimento Musicale Partenopeo, Neapel, 1858[14]